# Mordkreuz (Havixbeck)

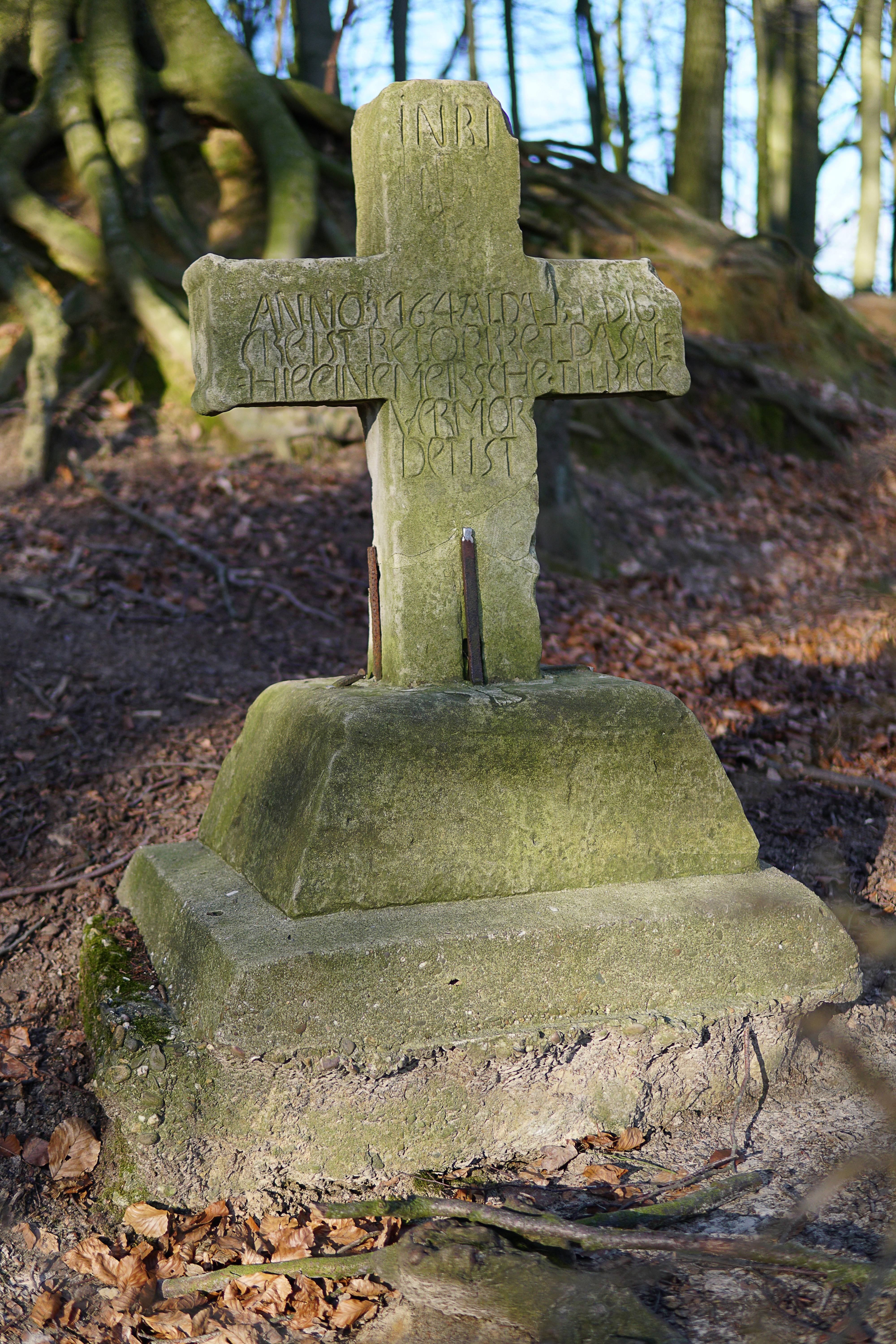
Mordkreuz Tilbeck

Das Mordkreuz von Tilbeck ist ein denkmalgeschütztes Sühnekreuz an der südwestlichen Gemeindegrenze von Havixbeck, Ortsteil Tilbeck. Es befindet sich zwischen dem Nottulner Ortsteil Schapdetten und dem Stift Tilbeck.
Das Kreuz erinnert an den Mord an einer „Meierschen“ aus Tilbeck. Der Sage nach wurde die Frau nach einem Gastwirtschaftsbesuch von Landsknechten beraubt und ermordet. Diese hatten das spätere Opfer demnach zuvor in der Gastwirtschaft in einem vollen Beutel nach Geld kramen sehen und ihr daher in der Hoffnung auf reiche Beute aufgelauert. Der Beutel enthielt jedoch nur Nägel.
Das Kreuz, das im Zuge des Straßenausbaus um einige Meter versetzt wurde, steht heute direkt am Beginn des Hohlwegs Baumberger Ludgerusweg. Es ist stark verwittert und stammt aus dem Jahr 1164, wurde jedoch im Jahre 1764 erneuert (reboriret). Die Inschrift, soweit noch entzifferbar, lautet wie folgt:
```
          INRI

 ANNO 1164 ALDA BI DIG
CRe.IST.RebORHReT.DAS.AL=
=HIeeINeMeIRSCHe.TILBICK
         VeRMOR
         DeT IST
```

Das Kreuz besteht aus Baumberger Sandstein und thront auf einem zweistufigen Sockel. Die untere Sockelstufe ist aus Beton und stammt von der Umsetzung im Zuge des Straßenbaus. Die obere Sockelstufe dagegen dürfte aus der Zeit der Renovierung (1764) stammen. Daran ist das Kreuz mit eisernen Klammern befestigt.

## Belege
- suehnekreuz.de: Tilbeck. Abgerufen am 27. Februar 2018.
- Mordkreuz Mersche v. Tilbeck, Havixbeck. Abgerufen am 27. Februar 2018.

Koordinaten: 51° 56′ 14,2″ N, 7° 25′ 56,8″ O